# Coppa Internazionale
La Coppa Internazionale, ufficialmente Coppa Internazionale Europea (nella prima edizione anche «Coppa Antonín Švehla», nell'ultima edizione anche «Coppa Dr. Gerö»), è stata la prima competizione continentale per squadre nazionali di calcio regolarmente disputata in Europa, la quale metteva di fronte le compagini nazionali dell'Europa centrale e la nazionale italiana. Della coppa, che costituisce un importante precursore del campionato europeo di calcio, si disputarono sei edizioni, dal 1927 al 1960. La competizione è stata vinta due volte dall'Italia e una volta ciascuno da Austria, Ungheria e Cecoslovacchia (dal computo è esclusa la quarta edizione, interrotta nel 1938 a causa dell'Anschluss dell'Austria alla Germania nazista).
All'inizio, parallelamente alla Coppa Internazionale Europea, si svolse la «Coppa Internazionale Europea Dilettanti» (vedi sotto), a cui partecipavano le squadre nazionali dilettantistiche degli stessi Paesi. Se ne disputarono tre edizioni: 1929-1930, 1931-1934 e 1934.

## Storia
Negli anni venti il gioco del calcio stava uscendo dal suo periodo pionieristico e, come molti altri sport, andava superando i confini delle singole nazioni nel tentativo di organizzare competizioni che mettessero a confronto in maniera organica e sistematica le scuole dei rispettivi paesi. Hugo Meisl, dirigente e allenatore della federazione austriaca, aveva già ideato e organizzato la Coppa Mitropa, competizione per squadre di club, antesignana della Coppa dei campioni. Sempre lui concepì e organizzò un'analoga competizione per squadre nazionali: la Coppa Internazionale Europea (in tedesco: Europapokal der Fußball-Nationalmannschaften).

### Gli anni d'oro
I quattro membri fondatori della competizione furono Austria, Italia, Cecoslovacchia e Ungheria, vale a dire quelle federazioni le cui squadre nazionali dominavano al tempo il calcio continentale europeo, il torneo eleggeva la migliore formazione nazionale dell'Europa centrale. A queste squadre si associò anche la Svizzera.
Questa competizione rappresentò in qualche modo la consacrazione delle massime potenze calcistiche europee di allora. Infatti, ad eccezione del campionato del mondo del 1930 in Uruguay, i nomi delle cinque partecipanti al torneo (Svizzera inclusa) erano sempre comparsi sul podio delle più importanti manifestazioni calcistiche degli anni venti e trenta: tornei olimpici di calcio e campionati mondiali di calcio.
Il calcio cosiddetto "danubiano", fondato sul dinamismo dei ruoli e sul possesso di palla, era additato come esempio di stile e di eleganza, mentre quello italiano, forse più utilitaristico, era però destinato a mietere i maggiori allori planetari, laureandosi campione del mondo nel 1934 e nel 1938 e campione olimpico nel 1936. All'appello mancavano gli inglesi, che però si ostinavano a non partecipare ad alcuna competizione ufficiale, ad eccezione del tradizionale Torneo Interbritannico, che li vedeva contrapposti alle altre nazionali britanniche.

### Due volte Azzurri, una volta Wunderteam

Vittorio Pozzo, allenatore due volte vincitore della Coppa Internazionale Europea

La prima stagione della coppa si svolse negli anni 1927-1930. La formula, che rimase immutata nelle edizioni successive, prevedeva la disputa di un doppio girone all'italiana: ciascuna delle squadre nazionali si incontrava due volte con le altre, disputando con ciascuna squadra una partita in casa e una in trasferta. Il calendario degli incontri non era rigidamente prefissato né organizzato in giornate, dipendendo piuttosto dalle disponibilità delle varie federazioni a organizzare ogni singola partita. La vincente di ogni partita totalizzava due punti, mentre il pareggio dava luogo alla spartizione della posta. Risultava vincitrice del trofeo la squadra che al termine del doppio ciclo di incontri possedeva più punti in classifica.
La prima edizione fu vinta dall'Italia, che precedette di un solo punto la squadra austriaca.
In palio per il vincitore c'era una particolare coppa in cristallo di Boemia donata dall'ex primo ministro cecoslovacco Antonín Švehla, per cui nella prima edizione fu nota anche come "Coppa Švehla". Il primo esemplare fa parte dei cimeli esposti al Museo del Calcio presso il Centro tecnico federale di Coverciano. Il trofeo si scheggiò cadendo a terra poco dopo essere stato vinto dagli italiani. Secondo un aneddoto riportato da più fonti pare che Vittorio Pozzo conservasse sempre la scheggia in tasca come portafortuna personale.
Il torneo ebbe un enorme successo e ne fu subito organizzata una seconda edizione, disputata nel biennio 1931-1932, nella quale il Wunderteam austriaco rese la pariglia all'Italia vincendo il torneo e relegando gli Azzurri al secondo posto.
La terza edizione fu ancora appannaggio dell'Italia, e fu ancora una lotta a due con la forte nazionale d'oltralpe. La nazionale italiana perse con l'Austria a Torino per 2-4 nel febbraio del 1934, ma seppe ottenere una decisiva vittoria per 0-2 (doppietta di Silvio Piola al suo esordio in azzurro) a Vienna tredici mesi dopo.
La quarta invece venne interrotta dopo le prime partite a causa dell'annessione dell'Austria da parte della Germania nazista. Negli anni successivi, anche a causa delle vicende belliche, il torneo non fu più disputato.

### Rinascita e tramonto
Già pochi mesi dopo la conclusione della seconda guerra mondiale i paesi europei che avevano precedentemente animato il torneo si attivarono per rilanciarlo: la nuova edizione, la quinta, venne disputata a partire dal 1948. Le difficoltà dovute agli anni dell'immediato dopoguerra imposero però una scansione eccessivamente dilatata delle partite. Era iniziata la guerra fredda: Ungheria e Cecoslovacchia andarono incontro a un cambiamento di regime e finirono oltre la cortina di ferro. Questi avvenimenti estranei al calcio resero estremamente difficile l'organizzazione della competizione. Ci vollero quasi cinque anni per completare il ciclo degli incontri: alla fine prevalse l'Ungheria di Ferenc Puskás, capocannoniere con dieci reti, che conquistò così il suo unico alloro. La nazionale italiana, reduce dalla tragedia di Superga, non seppe andare oltre il penultimo posto, appena sopra la Svizzera, tradizionale "materasso" del torneo.
La Coppa Internazionale Europea venne disputata per la sesta e ultima volta sotto l'egida della neonata UEFA, includendovi anche la Jugoslavia. La competizione si trascinò stancamente per quasi cinque anni, dal 1955 al 1960, alla fine dei quali prevalse una Cecoslovacchia in netta ascesa (sarebbe diventata vicecampione del mondo di lì a due anni). L'Italia fu ancora relegata al penultimo posto, migliore soltanto della debole Svizzera.
La coppa disputata in questo periodo è stata intitolata alla memoria del dottor Josef Gerö, dirigente della federcalcio austriaca morto nel 1954. Questa intitolazione ha fatto sì che alcuni annuari statistici estendessero erroneamente la denominazione "Coppa Dr. Gerö" anche alle edizioni precedenti.
Con il completamento della sesta edizione, nel 1960, la Coppa Internazionale Europea, che ormai aveva perso molto del suo significato e interesse, venne sostituita da una competizione più organica, il Campionato europeo di calcio, organizzato direttamente dall'UEFA.

## Albo d'oro
| Edizione  | Classifica                                                                                                  | Classifica                                                                                                  | Classifica                                                                                                  | Classifica                                                                                                  | Classifica                                                                                                  | Classifica                                                                                                  |
| Edizione  | Squadra vincitrice                                                                                          | Punti | Secondo posto                                                                                               | Punti | Terzo posto                                                                                                 | Punti |
| --------- | --- | --- | --- | --- | --- | --- |
| 1927-1930 | Italia | 11 | Cecoslovacchia Austria                                                                                      | 10 | Ungheria | 9 |
| 1931-1932 | Austria | 11 | Italia | 9 | Ungheria | 8 |
| 1933-1935 | Italia | 11 | Austria | 9 | Ungheria | 9 |
| 1936-1938 | La competizione venne interrotta a causa dell'Anschluss dell'Austria alla Germania nazista il 12 marzo 1938 | La competizione venne interrotta a causa dell'Anschluss dell'Austria alla Germania nazista il 12 marzo 1938 | La competizione venne interrotta a causa dell'Anschluss dell'Austria alla Germania nazista il 12 marzo 1938 | La competizione venne interrotta a causa dell'Anschluss dell'Austria alla Germania nazista il 12 marzo 1938 | La competizione venne interrotta a causa dell'Anschluss dell'Austria alla Germania nazista il 12 marzo 1938 | La competizione venne interrotta a causa dell'Anschluss dell'Austria alla Germania nazista il 12 marzo 1938 |
| 1948-1953 | Ungheria | 11 | Cecoslovacchia                                                                                              | 9 | Austria | 9 |
| 1955-1960 | Cecoslovacchia                                                                                              | 16 | Ungheria | 15 | Austria | 11 |

## Capocannonieri
| Edizione  | Capocannonieri                 | Capocannonieri |
| Edizione  | Cannoniere                     | Reti           |
| --------- | ------------------------------ | -------------- |
| 1927-1930 | Julio Libonatti Gino Rossetti  | 6              |
| 1931-1932 | István Avar                    | 8              |
| 1933-1935 | Leopold Kielholz György Sárosi | 7              |
| 1936-1938 | György Sárosi                  | 10             |
| 1948-1953 | Ferenc Puskás                  | 10             |
| 1955-1960 | Lajos Tichy                    | 7              |

## Migliori marcatori
| N. | Nome              | Squadra        | Reti |
| -- | ----------------- | -------------- | ---- |
| 1  | György Sárosi     | Ungheria       | 17   |
| 2  | Ferenc Puskás     | Ungheria       | 15   |
| 3  | František Svoboda | Cecoslovacchia | 12   |
| 4  | André Abegglen    | Svizzera       | 11   |
| 5  | István Avar       | Ungheria       | 10   |
| 6  | Giuseppe Meazza   | Italia         | 8    |
| 6  | Max Abegglen      | Svizzera       | 8    |
| 8  | Matthias Sindelar | Austria        | 7    |
| 8  | Ferenc Deák       | Ungheria       | 7    |
| 8  | Silvio Piola      | Italia         | 7    |
| 8  | Julio Libonatti   | Italia         | 7    |
| 8  | Leopold Kielholz  | Svizzera       | 7    |
| 8  | Lajos Tichy       | Ungheria       | 7    |
| 14 | Oldřich Nejedlý   | Cecoslovacchia | 6    |
| 14 | Josef Bican       | Austria        | 6    |
| 14 | Sándor Kocsis     | Ungheria       | 6    |

## Vittorie per nazionale
| Nazionale      | Vittorie | Edizioni             |
| -------------- | -------- | -------------------- |
| Italia         | 2        | 1927-1930, 1933-1935 |
| Austria        | 1        | 1931-1932            |
| Ungheria       | 1        | 1948-1953            |
| Cecoslovacchia | 1        | 1955-1960            |

## Coppa Internazionale Europea Dilettanti
La Coppa Internazionale Europea Dilettanti è stata concepita come una competizione internazionale per le squadre di calcio dilettantistiche di Austria, Ungheria e Cecoslovacchia, che, oltre ai tornei olimpici di calcio, non avevano altra competizione intermedia. Se ne sono svolte tre edizioni con l'aggiunta della Polonia nella prima e della Romania nella seconda, che hanno partecipato con le loro nazionali maggiori in quanto non avevano un calcio professionistico. Polonia e Romania hanno vinto le edizioni a cui hanno partecipato. La formula, la stessa della coppa principale, prevedeva la disputa di un doppio girone all'italiana.
Una terza edizione è citata nel 1934, con la partecipazione delle squadre dilettanti di Italia e Svizzera, senza conoscerne i dettagli se non la classifica finale delle squadre: "La Cecoslovacchia ha vinto il Campionato centroeuropeo dilettanti, seconda l'Austria, terza l'Italia, quarta l'Ungheria e quinta la Svizzera".

### Edizioni

#### 1929-1930[4]
| Pos. | Squadra                     | Pt | G | V | N | P | GF | GS | DR |
| ---- | --------------------------- | -- | - | - | - | - | -- | -- | -- |
| 1.   | Polonia                     | 7  | 6 | 3 | 1 | 2 | 15 | 10 | +5 |
| 2.   | Ungheria (dilettanti)       | 6  | 6 | 3 | 0 | 3 | 13 | 13 | 0  |
| 3.   | Austria (dilettanti)        | 6  | 6 | 3 | 0 | 3 | 14 | 15 | -1 |
| 4.   | Cecoslovacchia (dilettanti) | 5  | 6 | 2 | 1 | 3 | 12 | 16 | -4 |

- Partita iniziale: 2 giugno 1929
- Ultima partita: 26 ottobre 1930

#### 1931-1934[5]
| Pos. | Squadra                     | Pt | G | V | N | P | GF | GS | DR  |
| ---- | --------------------------- | -- | - | - | - | - | -- | -- | --- |
| 1.   | Romania                     | 9  | 6 | 4 | 1 | 1 | 16 | 9  | +7  |
| 2.   | Ungheria (dilettanti)       | 6  | 6 | 3 | 0 | 3 | 23 | 18 | +5  |
| 3.   | Cecoslovacchia (dilettanti) | 5  | 6 | 2 | 1 | 3 | 15 | 17 | -2  |
| 4.   | Austria (dilettanti)        | 4  | 6 | 2 | 0 | 4 | 11 | 21 | -10 |

- Partita iniziale: 20 settembre 1931
- Ultima partita: 25 marzo 1934

#### 1934[3]
| Pos. | Squadra                     | Pt | G | V | N | P | GF | GS | DR |
| ---- | --------------------------- | -- | - | - | - | - | -- | -- | -- |
| 1.   | Cecoslovacchia (dilettanti) |    |   |   |   |   |    |    |    |
| 2.   | Austria (dilettanti)        |    |   |   |   |   |    |    |    |
| 3.   | Italia (dilettanti)         |    |   |   |   |   |    |    |    |
| 4.   | Ungheria (dilettanti)       |    |   |   |   |   |    |    |    |
| 5.   | Svizzera (dilettanti)       |    |   |   |   |   |    |    |    |

### Albo d'oro
| Edizione  | Classifica                  | Classifica | Classifica                                 | Classifica | Classifica                  | Classifica |
| Edizione  | Squadra vincitrice          | Punti      | Secondo posto                              | Punti      | Terzo posto                 | Punti      |
| --------- | --------------------------- | ---------- | ------------------------------------------ | ---------- | --------------------------- | ---------- |
| 1929-1930 | Polonia                     | 7          | Ungheria (dilettanti) Austria (dilettanti) | 6          | Cecoslovacchia (dilettanti) | 5          |
| 1931-1934 | Romania                     | 9          | Ungheria (dilettanti)                      | 6          | Cecoslovacchia (dilettanti) | 5          |
| 1934      | Cecoslovacchia (dilettanti) |            | Austria (dilettanti)                       |            | Italia (dilettanti)         |            |

### Vittorie per nazionale
| Nazionale                   | Vittorie | Edizioni  |
| --------------------------- | -------- | --------- |
| Polonia                     | 1        | 1929-1930 |
| Romania                     | 1        | 1931-1934 |
| Cecoslovacchia (dilettanti) | 1        | 1934      |